# 李達 (數學家)
李達（1905年7月20日—1997年），字仲珩，湖南平江人，數學家、航空航天專家。

## 生平
李達於清末乙巳年（1905年）7月20日出生於湖南平江縣西鄉三渡江新平村。曾就讀於平江東山寺高等小學、長沙妙高峰中學。
民國12年（1923年）考入國立東南大學，初習文史，師從王伯沆、柳詒徵等人，後改習數學，東大算學系是中國第一個現代高等數學系，系主任是熊慶來，還有段子燮、胡明復等教授，同學有周紹濂、陳傳璋、周懷衡、胡坤陞、唐培經、周鴻經等人。民國16年（1927年）東大數學系畢業。不久國立東南大學先後改為國立第四中山大學、江蘇大學、中央大學（後更名南京大學）。期間東大易風潮因领导“免費驅胡”學潮入獄，出獄後留校在國立中央大學數學系任助教。
民國18年（1929年）回湘，執教母校妙高峰中學。不久考取德國學術院（Deutsche Akademie）湖南留學名額，入德國慕尼黑大學學習，師事奧斯卡·佩龍及康斯坦丁·卡拉西奥多里。民國33年（1934年）獲博士學位。旋即赴法國巴黎研究。
民國24年（1935年），攜德籍夫人（譯名杜泛霓）輾轉回國，應熊慶來聘請任國立清華大學數學系教授。同年8月，到山東大學，任數學系教授、代系主任。後任同濟大學、湖南藍田國立師範學院、重慶大學教授。民國32年（1943年），於重慶北碚創辦復旦大學理學院，任理學院院長兼數理系主任。時德國夫人因戰爭回國，離異，李達和前清湖北提督張彪孫女、復旦中文系學生張文芳成婚。
民國35年（1946年）受教育部委派赴美國研究應用數學，因國內局勢滯留美國，在艾奧瓦州德雷克大學任教。1948年由貝爾曼（Richard Bellman）介紹在錢斯沃特（Chance Vought）公司研究飛機製造。1950年轉入通用動力（Geneal Dynamics）公司從事火箭及無吸力場物體動態的研究。1962年到北美（North American）公司(羅克韋爾公司宇航部)，參加阿波羅（Apo1lo）登月工程研究。後在加州州立理工大學任教。獲選美國數學學會會員、美國航空航天研究院通訊院士。

## 事蹟
民國21年（1932年）9月在瑞士蘇黎世參加第9屆國際數學家大會，和熊慶來、許國保是最早參加國際數學家大會的三位中國數學家。
在山東大學任教時，為提高數學系水平做了大量工作，並翻譯美國新出版的柯朗(Courant)《微積分》和英國威則博爾恩(Wetherburn)的《微分幾何》作為教材。1937年《大公報》設立“科學獎金”，徵集科學論文以鼓勵在各科學領域的有為之士尤其是青年科學工作者，山東大學數學系第二節畢業生王熙強以《尤拉氏多式根之分佈》論文獲數學類獎。
民國28年(1939年)發表《一般線性微分方程之解法》，是中國最早發表差分方程穩定性論文的數學家。
抗戰時期在湖南藍田主持國立師範學院任數學系時，數學系學生連獲全國大學、師範學院三屆數學競試團體冠軍，戴世虎取得民國29年、30年兩次個人第一名。
主持復旦大學數理系，“經其苦心計畫，本系基礎，因此奠定”。
民國37年(1948年)在中國《科學》雜誌署名“李仲珩”發表《三十年來中國的算學》，首開中國現代數學史研究，留下了史料。
在加州州立理工大學航空航天工程系1974年為他退休所做的《考核報告》寫道：“李先生稱得上是我系最有價值的成員。”
在航空和宇航方面，李達的主要貢獻有：超音速飛機翼設計的基本方法；奇異積分變換；在零重力和低重力下太空梭燃料噴嘴位置的提前。